# なすはらリョウ
なすはら リョウ（5月28日 - ）は、日本の男性声優。栃木県出身。PACage新人所属。旧芸名は南須原 亮（読み同じ）。

## 経歴・人物
2018年より東北新社によって開催された「第2回 キミコエ・オーディション」に応募し、男性声優の1200人の応募者の中で12人のファイナリストに残る。2019年4月より、同じくファイナリストだった山田寛人とともに「南須原亮」名義でオフィスPACに所属（新人所属）。
2025年3月31日のオフィスPACの事業廃止に伴い、新設事務所のPACageに移籍（新人所属）。移籍先では「なすはらリョウ」に芸名の表記を変更した。
特技はダンス。趣味はゲーム、カラオケ、ご飯屋巡り。

## 出演

### テレビアニメ
- すばらしきこのせかい The Animation（2021年、通行人A[8]、汎用死神C[9]）
- ルパン三世 PART6（2022年、宣伝音声〈男〉[10]）
- かぎなど（2022年、観客[11]）
- 転生賢者の異世界ライフ 〜第二の職業を得て、世界最強になりました〜（2022年、ガイゲルの弟子[12]）
- 宇崎ちゃんは遊びたい!ω（2022年[13]）
- 履いてください、鷹峰さん（2025年、男子生徒C[14]、男子生徒B[15]）
- 謎解きはディナーのあとで（2025年、リスナー[15]、書き込み[16]）

### 劇場アニメ
- 泣きたい私は猫をかぶる（2020年、清須太郎）

### Webアニメ
- ルパン三世VSキャッツ・アイ（2023年、ファーデン兵1）

### 吹き替え

#### 映画
- サンクスギビング（ボビー〈ジェイレン・トーマス・ブルックス〉[17]）
- ジングル・ジャングル 〜魔法のクリスマスギフト〜
- ダーク・ハーヴェスト
- デイ・アフター・トゥモロー2021
- トールガール2

#### ドラマ
- クリミナル・マインド FBI行動分析課
- ソウルメイト
- チェサピーク海岸
- ニックのいたずら（男子生徒）
- ニュー・アムステルダム 医師たちのカルテ
- ハイスクール・ミュージカル:ザ・ミュージカル
- リバーデイル
- HEARTSTOPPER ハートストッパー

#### アニメ
- オクトノーツと地上のミッション